# 69a edició dels Premis Sant Jordi de Cinematografia
La gala de la 69a edició dels Premis Sant Jordi de Cinematografia havia de tenir lloc el 29 d'abril de 2025 al Teatre Lliure i serà presentat per Gemma Nierga i Pep Plaza. Tanmateix, a causa de l'apagada elèctrica massiva de 2025, la cerimònia s'ha suspès. Únicament es va fer una petita cerimònia d'entrega del premi d'honor a Richard Gere el dia 29 d'abril en un acte informal l'Hotel Casa Fuster de mans del director de RTVE Catalunya, Esteve Crespo.
El 27 de gener de 2025 el jurat d'aquesta edició, presidit per la periodista d'RNE Conxita Casanovas, i format per Àngel Sala Corbi (director del Festival de Sitges), Oti Rodríguez Marchante (ABC), Astrid Messeguer (La Vanguardia),  Gerardo Sánchez (Días de cine), Joan Vila (RTVE Catalunya), Yolanda Flores (RNE), Desirée de Fez, Blai Morei (RAC 1), i Feliz Piñuela (Versión Española) va fer pública la llista dels guardonats. El 2 d'abril es van donar a conèixer els guanyadors de les Roses de Sant Jordi. El 8 d'abril es va donar a conèixer el Premi de la indústria per l'expert en cinema Pau Brunet. El dia 15 d'abril Carmen Maura va rebre el premi a la trajectòria, i el22 d'abril fou atorgat el Premi d'Honor a Richard Gere.

## Premis Sant Jordi

### Premis competitius
| Categoria                              | Premiat         | Labor premiada    |
| -------------------------------------- | --------------- | ----------------- |
| Millor pel·lícula espanyola            | Segundo premio  | Pel·lícula        |
| Millor actor en pel·lícula espanyola   | Pepe Lorente    | La estrella azul. |
| Millor actriu en pel·lícula espanyola  | Laura Weissmahr | Salve Maria       |
| Millor opera prima                     | Javier Macipe   | La estrella azul  |
| Millor pel·lícula estrangera           | Dune: Part 2    | Pel·lícula        |
| Millor actor en película estrangera    | Kōji Yakusho    | Perfect Days      |
| Millor actriu en pel·lícula estrangera | Demi Moore      | The substance     |

### Premis honorífics
| Categoria                       | Premiat      | Labor premiada |
| ------------------------------- | ------------ | -------------- |
| Premi de la indústria           | Pau Brunet   |                |
| Premi especial a la trajectòria | Carmen Maura | -              |
| Premi d'honor                   | Richard Gere | -              |

## Roses de Sant Jordi
| Categoria                    | Premiada     |
| ---------------------------- | ------------ |
| Millor pel·lícula espanyola  | El 47        |
| Millor pel·lícula estrangera | Emilia Pérez |